# ウィリアム・ライアン・マッケンジー・キング
ウィリアム・ライアン・マッケンジー・キング（William Lyon Mackenzie King、1874年12月17日 - 1950年7月22日）は、カナダの政治家。
第12・14・16代首相。所属政党は自由党。1920年代から1940年代にかけて、1921年12月29日 - 1926年6月29日、1926年9月25日 - 1930年8月6日、1935年10月23日 - 1948年11月15日の3期・合計21年間にわたって首相を務めた。これはイギリス連邦の歴史上、首相在任期間の最長記録である。
フルネームとは別に、マッケンジー・キングと呼ばれる。弁護士・社会活動家でもあり、人間の生活環境に興味があり少年の頃から「自立出来ない人々を助ける」をモットーとしていた。

## 経歴

### 少年期
オンタリオ州バーリン（現在のキッチナー）出身。母方の祖父はトロント初代市長のウィリアム・リヨン・マッケンジー。
トロント大学で3つの学位、オスグッドホール法科大学院で法学士号を取得した。
博士号を取得した唯一のカナダ首相でもある。

## 人物
伝記によるとマッケンジー・キングは同年代のド・ゴールやチャーチルといった指導者に比べて、偉大なリーダーの資質には欠けていて、カリスマや存在感、演説力もなく、ラジオやニュース映像でも評判が良くなかった。書く文章は学術的で、人間関係は冷徹で機転が利かず、同僚はいるが親友もいなかった。生涯独身で、冷徹さを補うパートナーもいなかった。いつも謀事で同僚を困惑させた。信念を隠し、アドルフ・ヒトラーの歪んだ精神性にも理解を寄せた。
歴史家によると、マッケンジー・キングが長期間政権を維持できた理由は、カナダが当時必要としていた傑出した能力を持っていたからとされる。公共政策の微妙さを理解し、仕事に没頭し、洞察力にすぐれ、社会と経済がどう機能すべきかについて深く理解していた。労働側と資本側の両方を理解し、カナダ人の気質や情緒を完璧に捉え、常にタイミングよく立ち回った。工業化社会で本質的に必要なマネジメント力のある仲介者として働く現代的なテクノクラートとして、自由党を社会調和を生み出す自由主義協同組合的な組織にしていきたいと考えていた。そのため当時様々に対立した立場の人々の間を、政治力や政府を強力な手段として使って、妥協と調和をもたらすよう精力的に働いた。29年もの間自由党を率い、世界秩序の中で中道的な存在としてのカナダの国際的評価を高めた。
1938年、マッケンジー・キングはカナダ中央銀行を国有化し、政府紙幣を発行した。この財源をもとに第二次世界大戦中は無借金で軍備を整え、戦後には国民健康保険と大学授業料を無料にした。1935年に政権に復帰したときから、アメリカ生まれのクラレンス・ハウを内閣の要職に起用して国有企業を多数設立するなど強権的な政治を進めた。さらに五大湖水路を開通し、トランスカナダハイウェイまでも整備した。
現在、50カナダドル紙幣にはマッケンジー・キングの肖像画が印刷されている。